# Han Song (écrivain)
Pour les articles homonymes, voir Han Song (homonymie).
Dans ce nom chinois, le nom de famille, Han, précède le nom personnel.
Œuvres principales
- Huoxing zhaoyao Meiguo 火星照耀美国 (2000, 2011)
- Ditie 地铁 (2010)

Han Song (chinois simplifié : 韩松; chinois traditionnel : 韓松; Pinyin : Hán Sōng), né le 28 août 1965 à Chongqing, est un journaliste et auteur de science-fiction chinois, plusieurs fois lauréat du prix Yinhe (Yinhe jiang 银河奖 (en)), considéré comme l'une des principales figures du genre en Chine.

## Biographie
Han Song est né le 28 août 1965 dans la ville de Chongqing. Il étudia l'anglais et le journalisme à l'Université de Wuhan, et décrocha un Master en Droit. Il devînt par la suite éditeur et contributeur du journal d'État Liaowang dongfang zhoukan 瞭望东方周刊, édité par l’agence gouvernementale Xinhua, pour lequel il écrit souvent, notamment sur les nouveaux développements de la science, dont certains ont été publiés en tirages à part, comme c'est le cas pour Renzao ren 人造人 (Humains artificiels) sorti en 1997.
Son premier grand succès fut Yuzhou mubei 宇宙墓碑 (Les Pierres tombales de l'univers), publié en 1991 dans le magazine taïwanais Huanxiang 幻象, et qui fut interdit de publication en Chine continentale pendant près de dix ans, du fait de son ton jugé trop sombre. À l'instar de sa nouvelle Wode zuguo bu zuomeng 我的祖国不做梦 (Ma Patrie ne rêve pas) qui n'est disponible qu'en ligne, dans laquelle un État autoritaire drogue ses citoyens et les contrôle grâce au mystérieux Comité de l'obscurité, et ce, afin d'optimiser leur rendement au travail par le somnambulisme.
Il publie en 1999 Xiangxiangli xuanyan 想像力宣言 (Manifeste pour l’imagination), recueil d'articles dans lesquels il critique le despotisme ne permettant pas au peuple de laisser libre cours à son imagination.
En 2000, il publie le long roman 2066nian zhi Xixing manji 2066年之西行漫记 (Chroniques d’un voyage à l’Ouest en 2066), qui sera réédité en 2011 sous le titre Huoxing zhaoyao Meiguo 火星照耀美国 (Mars brille sur l’Amérique) ; titre qui parodie le célèbre ouvrage d’Edgar Snow, Red Star Over China (en) (en chinois : Hongxing zhaoyao Zhongguo 红星照耀中国). Ce roman dépeint une Chine qui s'est élevée au rang de première puissance mondiale, tandis que les États-Unis ont sombré dans la décadence et vivent en autarcie depuis plusieurs années. Il a notamment fait parler de lui Outre-Atlantique du fait de ses prévisions des attentats du 11 septembre 2001,.
En 2004, il publie un autre long roman, Hongse haiyang 红色海洋 (Océans Rouges), qui nous décrit un monde dans lequel les humains, génétiquement modifiés, sont obligés d'émigrer au fond de la mer afin d'échapper aux changements climatiques et à un désastre écologique sur les terres causés par une guerre nucléaire.
C’est en 2010 qu’il revient sur le devant de la scène de la littérature de science-fiction chinoise avec son célèbre fix-up Ditie 地铁 (Métro), qui regroupe cinq nouvelles qui tournent toutes autour de l'image du métro ; métaphore de la course à tombeau ouvert que livre la Chine vers la modernisation.
En 2016 paraît le recueil de nouvelles Zaisheng zhuan 再生砖 (Les Briques de résurrection), qui tire son nom de briques fabriquées après le terrible séisme de 2008 au Sichuan pour reconstruire les zones sinistrées.

## Œuvres principales

### Romans
- Chroniques d’un voyage à l’Ouest en 2066 ((zh) 2066年之西行漫记, 2000)
- Océans rouges ((zh) 红色海洋, 2004)
- Métro ((zh) 地铁, 2010)
- Mars brille sur l'Amérique ((zh) 火星照耀美国, 2011)

### Nouvelles
- Les Pierres tombales de l'univers ((zh) 宇宙墓碑, 1991)
- Ma Patrie ne rêve pas ((zh) 我的祖国不做梦, 2003)
- Le Guide de chasse des beautés ((zh) 美女狩猎指南, 2014)
- Les Briques de résurrection ((zh) 再生砖, 2016)

### Nouvelles traduites en français
- Contrôle de sécurité, nouvelle, trad. Loïc Aloisio, dans Monde Chinois, vol. 51-52, no 3, 2017, pp. 69-76
- Le Moulin à prières du Temple Gazan, nouvelle, trad. Loïc Aloisio, dans Impressions d'Extrême-Orient, no 7, 2017 [lire en ligne]
- Gastronotopia, nouvelle, trad. Loïc Aloisio, dans Impressions d'Extrême-Orient, no 7, 2017 [lire en ligne]
- Ma Patrie ne rêve pas, nouvelle, trad. Loïc Aloisio, dans Impressions d'Extrême-Orient, no 6, 2016 [lire en ligne]
- Les Pierres tombales cosmiques, nouvelle, trad. Loïc Aloisio, dans Impressions d'Extrême-Orient, no 6, 2016 [lire en ligne]
- Grandes Murailles, nouvelle, trad. Loïc Aloisio, dans Jentayu, no 4, été 2016, pp. 7-23
- Le Voyage téléphonique, nouvelle, dans Angle mort, no 13, 2019

### Autres traductions
- Anglais
  - The Wheel of Samsara, nouvelle, trad. Han Song, in The Apex Book of World SF, septembre 2009, pp. 66-73
  - All the Water in the World, nouvelle, trad. Anna Holmwood, in Peregrine, no 2, mai 2011.
  - The Passengers and the Creator, nouvelle, trad. Nathaniel Isaacson, in Renditions, no 77/78, 2012, pp. 144-172
  - The Last Subway, nouvelle, trad. Joel Martinsen, in Pathlight, no 3, Hiver 2012.
  - Security Check, nouvelle, trad. Ken Liu, in Clarkesworld Magazine, no 107, août 2015 [lire en ligne]
  - Two Small Birds, nouvelle, trad. John Chu, in The Big Book Of Science Fiction, juillet 2016, pp. 955-961
  - The Right to Be Invisible, nouvelle, trad. Ken Liu, in Glossolalia, mai 2017 [lire en ligne]

- Italien
  - La Grande Muraglia, nouvelle, trad. Frederico Madaro, in Silvia Treves (ed.), Porte, Passaggi, Barriere. Turin : CS Coop. Studi Libreria Editrice, coll. « Fata Morgana », no 12, 2009, pp. 32-42
  - Le Tombe Del Cosmo, nouvelle, trad. Lorenzo Andolfatto, in Urania, no 1564, Novembre 2010, pp. 120-151